# Anton Drexler

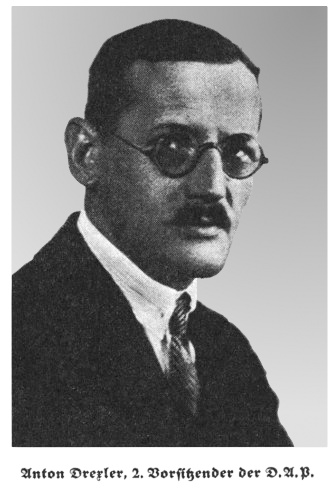
Porträtaufnahme Drexlers

Anton Drexler (* 13. Juni 1884 in München; † 24. Februar 1942 ebenda) war ein deutscher Politiker und 1919 Mitbegründer der Deutschen Arbeiterpartei (DAP). Diese antisemitische und nationalistische Partei benannte sich bald in Nationalsozialistische Deutsche Arbeiterpartei um. 1921 wurde Drexler von Adolf Hitler aus dem Vorsitz gedrängt. Drexler war später in anderen Organisationen aktiv. Im nationalsozialistischen Deutschland blieb er ohne politische Bedeutung.

## Herkunft, Beruf und Familie
Drexler war ein Sohn des Eisenbahnarbeiters (Schlossers) Georg Drexler und seiner Ehefrau Maria, geb. Angelhard. Er besuchte die Volksschule in München und einige Klassen Fortbildungsschule. Im Jahr 1902 wurde er als Schlosser bei der Hauptwerkstätte München der Bayerischen Staatseisenbahnen eingestellt. 1903 kam er zur Werkzeugmacherei der Staatseisenbahnen, wo er anschließend bis 1923 als Werkzeugschlosser im Ausbesserungswerk München arbeitete. Bei einem Überfall am 27. April 1923 wurde er erheblich verletzt, weshalb er zunächst vorübergehend und dann dauerhaft aus Krankheitsgründen beurlaubt war.
Nach eigenen Angaben hatte sich Drexler bei Ausbruch des Ersten Weltkrieges freiwillig gemeldet. Als ungedienter Landsturm und von den Staatseisenbahnen als unabkömmlich gemeldet sei er jedoch nicht zum Heeresdienst angenommen worden.
Er war mit Anna Drexler verheiratet und hatte mit ihr die Kinder Anton Drexler jr. und Annemarie Drexler.

## Kaiserreich und Weimarer Republik

### Politische Anfänge
1917 trat Drexler zunächst der neu gegründeten Deutschen Vaterlandspartei bei. Zusammen mit 27 Arbeitskollegen in der damaligen Königlich Bayerischen Staatsbahn-Centralwerkstätte in München gründete er am 7. März 1918 den Freien Arbeiterausschuss für einen guten Frieden, um, wie er schrieb, „den Siegeswillen der Bayern, besonders der Arbeiterschaft zu stärken“.
Ebenfalls 1918 gründete er zusammen mit anderen den nationalistisch-rechtskonservativen Politischen Arbeitszirkel. 1918 brachte Drexler in einem Flugblatt mit dem Titel „Politisches Erwachen“ seine antibolschewistische und antisemitische politische Haltung zum Ausdruck, die in dem Satz gipfelte, dass der Bolschewismus „jüdischer Betrug“ sei. Einen großen Einfluss auf das Denken Anton Drexlers übte sein Mentor Paul Tafel aus.
Am 2. Oktober 1918 wurde die erste Versammlung von Drexlers Freiem Arbeiterausschuss abgehalten. Teilnehmer dieser Veranstaltung war auch der Sportjournalist Karl Harrer, Mitglied der Münchner Thule-Gesellschaft.

### Parteigründung
Drexler gründete zusammen mit Karl Harrer am 5. Januar 1919 die Deutsche Arbeiterpartei (DAP), die im Februar 1920 in Nationalsozialistische Deutsche Arbeiterpartei (NSDAP) umbenannt wurde (Mitgliedsnummer 526). Im Januar 1919 veröffentlichte Drexler den Artikel Das Versagen der proletarischen Internationale und das Scheitern der Verbrüderungsidee. Sein ebenfalls 1919 erschienenes Pamphlet Mein politisches Erwachen, mit dem er eine nationalistische Volksgemeinschaft propagierte, trug den Untertitel Aus dem Tagebuch eines deutschen sozialistischen Arbeiters und war die erste nationalsozialistische Programmschrift. Auch Adolf Hitler soll die darin enthaltenen Denkweisen rezipiert haben.

### Parteitätigkeit

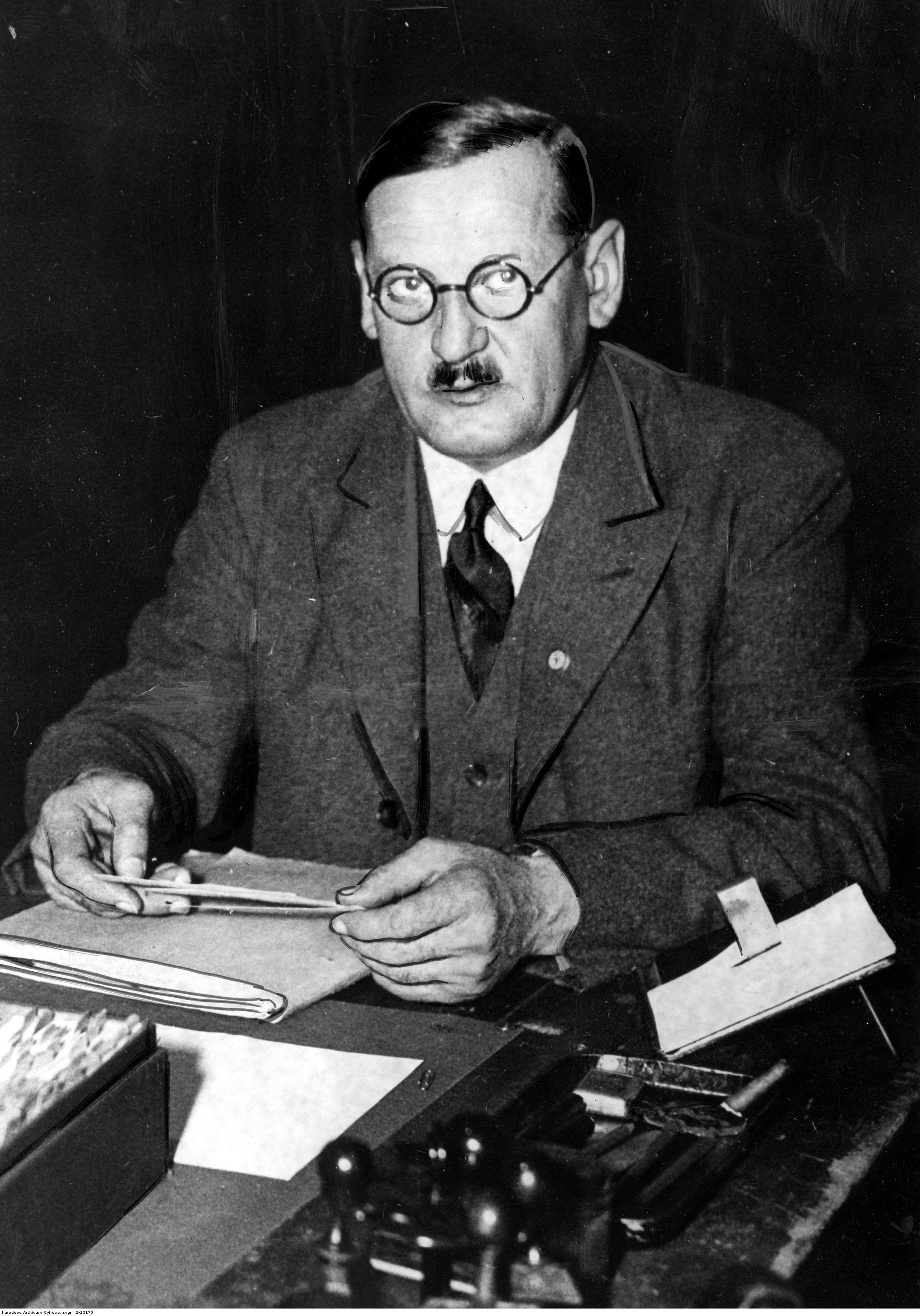
Anton Drexler ca. 1920

Am 24. Februar 1920 erhielt die DAP im Münchner Hofbräuhaus den neuen Namen NSDAP. In einer späteren Niederschrift vermutete Alfred Rosenberg, dass das dort verlesene 25-Punkte-Programm neben Adolf Hitler und Anton Drexler auch von Gottfried Feder ausgearbeitet worden sei.
Anton Drexler übernahm zunächst den zweiten Vorsitz der neuen Partei und war in den Jahren 1920/21 als Nachfolger Harrers erster Vorsitzender. Er behielt dieses Amt inne, bis er 1921 von Hitler abgelöst wurde.
Drexler hatte während Hitlers Abwesenheit mit anderen Rechtsparteien wegen eines engeren Zusammengehens oder einer Vereinigung verhandelt. Hitler erklärte daraufhin am 11. Juli seinen Parteiaustritt. Drei Tage später forderte er in einem ausführlichen Schreiben den Parteivorsitz mit diktatorischen Vollmachten als Bedingung für seine Rückkehr. Tatsächlich unterwarf sich der Parteiausschuss seinen Forderungen.
Am 25. Juli erschien Drexler bei der Münchner Polizeibehörde und warnte vergeblich vor Hitler. Am 29. Juli erfolgte Hitlers Wahl mit 553 von 554 Stimmen zum neuen Parteivorsitzenden der NSDAP. Drexler wurde mit dem Amt des Ehrenvorsitzenden abgefunden, das er von 1921 bis 1923 innehatte.
Am Tag des Hitlerputsches wurde er von zu Hause abgeholt, doch als Hitler ihm sein Vorhaben darlegte, beteiligte er sich nicht daran. Dennoch wurde er danach vorübergehend inhaftiert. Im Dezember 1923 überzeugte Drexler Hitler zusammen mit dem Anwalt Roder davon, einen Hungerstreik, in den Hitler als Gefangener in der Festung Landsberg eingetreten war, abzubrechen.
Ende 1923 organisierte Drexler die „Hitlerspende“, die Geldmittel zur Versorgung von Hinterbliebenen der getöteten Teilnehmer des Hitlerputsches vom 9. November sammelte.
Nach der zwischenzeitlichen Auflösung der NSDAP ab 1923 engagierte er sich im Völkischen Block und war von 1924 bis 1928 Mitglied im Bayerischen Landtag.

### Nationalsozialer Volksbund
1925 gründete Drexler den Nationalsozialen Volksbund. Bei der Neugründung der NSDAP 1925 spielte er keine Rolle mehr. In Mein Kampf charakterisierte Hitler ihn als einfachen Arbeiter ohne militärische Erfahrung und rhetorisches Talent, der als Parteiführer ungeeignet sei, „nicht fähig, mit brutalster Rücksichtslosigkeit die Widerstände zu beseitigen, die sich beim Emporsteigen der neuen Idee in die Wege stellen mochten“.

## Nationalsozialismus
Nach der Machtergreifung der Nationalsozialisten trat Anton Drexler zum 1. Mai 1933 erneut in die NSDAP ein. 1934 erhielt er als Gründungsmitglied der Partei den Blutorden der NSDAP. Nach einer Bitte an Hitler wurde sein Parteieintritt auf den 1. Juli 1929 rückdatiert (Mitgliedsnummer 137.430), er konnte jedoch bis zu seinem Tod keine politische Bedeutung mehr gewinnen. Er starb am 24. Februar 1942 „nach längerer Krankheit“ in München und wurde auf dem Westfriedhof (Feld 104-A, Grab 9) bestattet.

## Schriften
- Anton Drexler: Mein politisches Erwachen. Aus dem Tagebuch eines deutschen sozialistischen Arbeiters. Deutscher Volksverlag, München 1919. DNB.